# Beyerdynamic

Beyerdynamic DT-990 Pro, hörlurar med öppna kammare.

Beyerdynamic GmbH & Co. KG är en tysk tillverkare av mikrofoner, hörlurar och trådlösa ljudsystem. Beyerdynamic har varit ett familjeföretag från starten 1924.

## Historia
Beyerdynamics rötter finns i 1920-talets Berlin. Eugen Beyer såg möjligheterna i det nya mediet biografen och den första produkten var högtalare för biobruk. Mot slutet av 1930-talet kom den första dynamiska hörluren, DT 48, och studiomikrofonen M 19 som blev standard för Reichsrundfunkgesellschafts reportrar.
Efter kriget, år 1948, flyttade företaget till Heilbronn och på 1950-talet hade deras nästa hörlur, DT 49, en stor framgång. "Transistofonen", firmans första trådlösa mikrofon, började produceras 1962.
1960-talet var ett framgångsrikt årtionde för Beyerdynamic. Under denna tid åkte Beatles på turné med Beyerdynamics E-1000-mikrofon.
Vid 1988 års olympiska spel i Seoul levererade Beyerdynamic all utrustning till medierna, vilket de också gjorde till fotbolls-VM i Tyskland. Bundestag har också fått digitala mikrofoner.
I många år har Beyerdynamic sponsrat musikfestivaler, band och sportevenemang med utrustning.

## Produkter
- Konferens och presentation --- mikrofoner och mikrofonsystem
- Musik och föreställningar --- mikrofoner, hörlurar, trådlösa system, tillbehör;
- Sändning, studio, video and produktion --- mikrofoner, hörlurar och headsets, tillbehör;
- Konsumentprodukter --- mikrofoner, hörlurar och headsets, tillbehör;
- Flyg --- flygheadsets.